# 다카쓰카사 쓰나코
타카츠카사 츠나코(일본어: 鷹司 繋子 たかつかさ つなこ[*], 간세이 10년 2월 1일 (1798년 3월 17일) - 분세이 6년 4월 4일 (1823년 5월 14일))는 120대 닌코 천황의 뇨고이다. 사후 황후에 추증되었다. 여원호는 신코카몬인 (新皇嘉門院)이다.

## 계보
관백 타카츠카사 마사히로의 딸이다. 생모는 아버지의 측실인 곤츄나곤 토요오카 나오스카의 딸 토요오카 히코이다. 이복형제로는 관백 타카츠카사 마사미치, 동복자매로는 닌코 천황의 뇨고 타카츠카사 야스코 등 형제자매가 다수 있다.

## 약력
분카 10년 (1813년), 16세의 나이로 2살 연하의 황태자 아야히토 친왕 (후의 닌코 천황)에게 입내하였다. 분카 14년 (1817년), 아야히토 친왕이 즉위하자, 츠나코는 뇨고 선하를 받았다.
분세이 3년 (1820년) 5월 16일, 츠나코는 1황자 야스히토 친왕을 출산하였다. 같은 해 12월 26일, 준삼후가 된다. 야스히토 친왕은 적처에게서 나온 첫째 황자였으나, 이듬해에 요절하였다.
분세이 6년 4월 2일 (1823년 5월 12일)에 츠네코는 다시 출산하였다. 1황녀가 태어나지만, 난산이었기 때문에 황녀는 태어난 날에, 츠나코도 다다음 날인 4월 4일에 숨을 거뒀다. 향년 26세로, 노치노츠키와노릉에 묻혔다. 
죽은 지 이틀 만인 4월 6일, 츠나코는 여원호를 받아 신코카코몬인이라 칭했고, 이듬해인 분세이 7년 (1824년)에는 황후에 추증되었다. 
또, 분세이 8년 (1825년)에는 츠나코의 동복여동생 야스코가 뒤를 이어, 닌코 천황에게 입내해, 뇨고 선하를 받았다.